# غول بسر (مقاطعة دلفان)
غول بسر (بالفارسية: گل بسر) هي مستوطنة تقع في قسم كاكاوند الشرقي الريفي (مقاطعة دلفان) في إيران. يقدر عدد سكانها بـ 95 نسمة .